# Els esclataneu
Els esclataneu (francès: Les Mini-Tuques) és una sèrie de televisió d'animació CGI canadenca. És uan sèrie derivada de la pel·lícula del 2015 La Guerre des tuques 3D, en si mateix una nova versió animada de la pel·lícula d'imatge real de 1984 La Guerre des tuques. Produïda per Carpediem Film & TV en col·laboració amb l'estudi d'animació Singing Frog i l'emissora Corus Entertainment, la sèrie es va estrenar l'1 de setembre de 2018 al Canadà a Télétoon, La Chaîne Disney i Treehouse TV. S'ha doblat al català pel canal Super3.